# Trachycystis clifdeni
Trachycystis clifdeni е вид коремоного от семейство Charopidae. Видът е критично застрашен от изчезване.

## Разпространение
Разпространен е в Южна Африка (Квазулу-Натал).